# Michael Roberts (Footballspieler)
Michael Lorenzo Roberts (* 7. Mai 1994 in Cleveland, Ohio) ist ein ehemaliger US-amerikanischer American-Football-Spieler. Er spielte zwei Saisons auf der Position des Tight Ends für die Detroit Lions in der National Football League (NFL).

## Karriere

### College
Während der Highschoolzeit spielte er Football an der Benedectine High School. Er erhielt dadurch Stipendienangebote von Louisville, North Carolina State, Buffalo, Toledo, Bowling Green, Kent State and Ohio. Er wählte anfangs Ohio, wurde jedoch später wegen schlechter Noten nicht von der Universität angenommen. Er erhielt jedoch von Toledo das Angebot, als Walk-on zu spielen.
Von 2013 bis 2016 besuchte Roberts die University of Toledo, wo er für die Toledo Rockets College Football spielte. In seiner ersten Saison spielte er in drei Spielen. In seiner zweiten Saison erhielt er ein Stipendium. Er spielte dafür in acht Spielen, wo er vier Pässe für zwei Touchdowns fing. 2015 spielte er in allen zwölf Spielen, davon eines von Beginn an. Er fing 21 Pässe für 234 Yards und vier Touchdowns.
In seiner letzten Saison fing er 45 Pässe für 533 Yards und 16 Touchdowns. 80 % seiner gefangenen Pässe sorgten dabei für ein neues First Down und 35 % für einen Touchdown. Die 16 gefangenen Touchdowns in einer Saison brachen den Schulrekord sowohl für Tight Ends (zuvor Don Seymour mit 9) als auch insgesamt (zuvor Lance Moore mit 14). Es waren zudem die meisten der Nation in der Saison 2016 und acht mehr als der zweitbeste Tight End. Dies brachte ihm die Wahl zum First-Team All-American der Football Writers Association of America (FWAA) und zum First-Team All-MAC ein. Insgesamt fing er in den vier Jahren 70 Pässe für 22 Touchdowns. Zum 100-jährigen Jubiläum der Rockets 2017 wurde Roberts auf Platz 50 des All-Century Teams gewählt.

### NFL
Im NFL Draft 2017 wurde Roberts als insgesamt 127. Spieler in der vierten Runde von den Detroit Lions ausgewählt. Er spielte in den ersten fünfzehn Spielen, davon drei von Beginn an. Nur das letzte Spiel verpasste er, nachdem er suspendiert wurde, weil er Teambesprechungen verschlafen hatte. Er wurde hauptsächlich als Blocker eingesetzt. Auf ihn wurden nur sieben Pässe geworfen, von denen er vier für 46 Yards fing. In der Saison 2018 hatte Roberts neun gefangene Pässe für 100 Yards und drei Touchdowns. Am 11. Dezember 2018 wurde er wegen einer Schulterverletzung auf der Injured Reserve List platziert.
Im Juni 2019 tauschten die Lions Roberts für einen konditionellen Siebtrundenpick im NFL Draft 2020 zu den New England Patriots. Der Trade wurde jedoch aufgrund eines nicht bestandenen Medizinchecks am Folgetag aufgehoben und Michael Roberts von den Lions entlassen. Am 17. Juni 2019 nahmen ihn die Green Bay Packers unter Vertrag. Zwei Tage später wurde er auch von dieses entlassen, nachdem er den Medizincheck nicht bestand. Am 19. Februar 2020 verpflichteten die Miami Dolphins Roberts. Ende Juli 2020 wurde Roberts mit einer NFI-Designierung entlassen. Am 6. September 2020 gab Roberts seinen Rücktritt vom Profisport bekannt.